# Sh2-196
Sh2-196 est une nébuleuse en émission visible dans la constellation de Cassiopée.
Elle est située dans la partie orientale de la constellation, à environ un degré et demi au nord-est de la grande nébuleuse IC 1805. La période la plus propice à son observation dans le ciel du soir tombe entre les mois de septembre et février et elle est considérablement facilitée pour les observateurs situés dans les régions de l'hémisphère boréal, où elle est circumpolaire jusqu'aux régions tempérées chaudes.
Il s'agit d'une région H II en forme de rosette, située à une distance d'environ 3 200 pc (∼10 400 al) en correspondance avec le bras de Persée, probablement pas très loin du Complexe W3/W4/W5. À l'intérieur, il y a neuf sources de rayonnement infrarouge, cataloguées par IRAS. Parmi celles-ci se distingue IRAS 02475+6156, coïncidant avec un jeune objet stellaire, et les sources IRAS 02461+6147, IRAS 02497+6217 et IRAS 02445+6042, tous coïncidant avec de très jeunes amas ouverts profondément immergés dans le gaz. La première source semble être l'amas le plus peuplé, composé de 115 étoiles enfermées dans un diamètre de 2,3 parsecs. Dans les deux autres objets on a observé respectivement 36 et 23 étoiles, enfermées dans un diamètre de 1,2 et 1,5 parsec. Un quatrième amas composé de 24 étoiles a été observé en direction de la source IRAS 02434+6018. D'autres sources coïncident avec des émissions de maser aux longueurs d'onde de OH, H2O et CH3OH.